# 카지스 그리뉴스
카지스 그리뉴스(리투아니아어: Kazys Grinius, 1866년 12월 17일~1950년 6월 4일)는 리투아니아의 제3대 대통령으로, 1926년 6월 7일부터 12월 17일까지 대통령직을 맡았다.

## 일생
그리뉴스가 태어났을 당시, 리투아니아는 러시아의 지배를 받고 있었다. 그는 모스크바 대학교에서 의학을 전공하였고, 후에 내과의사가 되었다. 어린 나이에 리투아니아의 정치에 관심을 갖게 되었지만, 이로 인해 러시아 당국으로부터 박해를 받았다.
1896년, 그리뉴스는 요아나 그리뉴비에네와 결혼하였다. 결혼 후 그리뉴스 부부는 비르발리스에서 살게 되었는데, 3년 후 아들인 카지스를, 또 3년 후에는 딸인 그라지나를 낳았다. 1차 세계 대전 당시 그는 키슬로보츠크에서 살게 되었다. 하지만 1918년 붉은 군대가 아내와 딸을 살해하였다. 현재 그들은 키슬로보츠크에 위치한 공동묘지에 묻혀있다.
1918년 리투아니아가 독립하자, 그리뉴스는 리투아니아 농부 인민 연합의 당원이 되었다. 1920년부터 1922년까지 최고장관직을 맡았고, 1926년 리투아니아의 대통령이 되었다. 그러나 안타나스 스메토나 장군의 쿠데타로 인해 실각했다. 스메토나의 독재 정권 하에 그리뉴스는 공산주의자라는 음모를 뒤집어쓰고 말았다.
1941년 독일이 침공하자, 그리뉴스는 독일인과 일하라는 명령을 거부했다. 하지만 소련의 침공으로 서방세계로 도피하였다. 1947년 미국으로 이주하였다. 1950년 시카고에서 사망하였고, 1990년 리투아니아에 매장되었다.